# 依蘭府
依蘭府，清朝末期设置的府，属于吉林省。
光绪三十二年（1906年），以三姓城设依蘭府，治今黑龙江省依兰县依兰镇。属哈尔滨江关道，领临江州、大通县、汤原县。光绪三十四年（1908年）五月，大通县、汤原县江北地方改属黑龙江省兴东道。宣统元年（1909年）四月，裁撤三姓副都统，大通县移治方正泡改名方正县，临江州升为临江府，八月依蘭府为东北路道驻地，方正县直属东北路道。中华民国二年（1913年）废依蘭府，改置依兰县。